# WebSphere Application Server
WebSphere Application Server (ウェブスフィア・アプリケーション・サーバー、WAS、ワズ)は、IBMが開発・販売する、Jakarta EE対応のアプリケーションサーバ（ミドルウェア）であり、IBMソフトウェアのWebSphereブランドの中核をなす製品でもある。

## 概要
WASはJakarta EE、XML、Webサービスといったオープンな標準で構築されている。世界各地のIBMの研究部門で WebSphere のランタイム製品や開発ツールが作られている。
特徴としてメインフレーム版 (WebSphere Application Server for z/OS) から、Windowsまでのスケーラビリティと、大規模システムを含む多数の実績と信頼性が挙げられている。
WASはその他のアプリケーションサーバ同様に、HTTPトランスポートチャネルを持っているため、単独でWEBサーバー機能を提供可能だが、プラグインを利用することでWebサーバのバックエンドとしても動作可能である。
以下のWebサーバをサポートする。
- Apache HTTP Server
- Netscape Enterprise Server
- Microsoft Internet Information Services (IIS)
- IBM HTTP Server (IHS) （i5/OS用、z/OS用、AIX/Linux/Solaris/Windows用）

製品パッケージは、各プラットフォームごとに機能の範囲により複数のパッケージがあるが、主なものには以下がある。
- WebSphere Application Server（Base版）- WAS本体（IBM HTTP Server(IHS)同梱）
- WebSphere Application Server Express（Express版）- Base版と機能は同等であるが、プラットフォームやライセンス条件に制限がある
- WebSphere Application Server Network Deployment（ND版）- Base版にクラスタ対応（Edgeコンポーネント、セッション共有、Deployment Managerなど）を追加したもの
- WebSphere Application Server Community Edition（通称 WAS-CE（ワズ・シー・イー））- Apache Geronimoベースの無償で軽量な J2EE™ 準拠のアプリケーション・サーバー

## バージョン
最初のベータ版は Servlet Express と呼ばれていた。
バージョン 1 （1998年6月）
Java Servletエンジンに基づく実装
バージョン 2 （1999年4月）
Java BeansとCORBAをサポート。Linuxサポート。Standard Edition (SE) と Advanced Edition (AE) がある。
バージョン 3 （1999年11月30日）
JDK 1.1.6〜1.1.8およびJ2EE 1.0準拠。J2EE 1.0に各種拡張を施している。OS/400（現在のi5/OS）とOS/390（現在のz/OS）を追加サポートしたが、v5.xまでz/OSバージョンは全く別のコードベースであった。SE/AEに加えて、Enterprise Edition (EE) が追加された。
バージョン 3.5 （2000年7月26日）
ベースとなる実行環境をJDK 1.2.2 にバージョンアップ。
バージョン 4
J2EE 1.2準拠。Advanced Edition single (AEs) と Developer Edition (AEd) が追加された。AEs と AEd はクラスター構成では動作できないバージョン（AEd は開発用途限定）。
バージョン 5 （2002年11月19日）
J2EE 1.3準拠。コードベースが一新され、プラットフォーム間で共通のコードベースを使うようになり、パーソナルコンピュータからメインフレームまで同じコードが使われている。XMLファイルによる構成リポジトリ。Deployment Serverと呼ばれるサービスに構成のマスターコピーがあり、各ノードがそこからコピーすべきものを指定するファイルを持っている。Java Message Service (JMS) サーバ機能が組み込まれており、これは WebSphere MQ 5.3 の機能限定版である。
バージョン 5.1 （2004年4月）
JDKが1.4.2にアップデートされ、Java Tclに加えてJythonをスクリプト言語として採用。
バージョン 6 （2004年12月）
J2EE 1.4準拠。セキュリティが強化されている（WS-Securityなど）。
バージョン 6.1 （2006年5月）
Java Standard Edition 1.5サポート。JSR 160、JSR 168をサポート。SIPサーブレット。JSFウィジェットライブラリ。世代別GCなどが提供される新しいVM - J9 JVM。
WebServices Feature Pack （2006年10月）
ベータ版として配布された。既存のWebSphere 6.1上で機能する。StAX、WS-Addressing、JAXB、SOAPメッセージ転送最適化機構 (MTOM) などを（一部は限定的に）サポート。
バージョン 7.0 （2008年9月）
Java 6.0。Java EE 5.0認定。
バージョン 8.0 （2011年6月）
Java 6.0。Java EE 6.0準拠。Javaバッチ。
バージョン 8.5 （2012年6月）
Java 7.0。軽量で高速起動可能な新しい環境Liberty Profile。アプリケーション・エディション管理機能。
バージョン 9.0 （2016年6月）
Java 8.0。Java EE 7.0認定。
Libertyランタイムは、2018年6月リリースの、18.0.0.2で、Java EE 8準拠。